# Фредерік Лоу Олмстед
Фредерік Лоу Олмстед (англ. Frederick Law Olmsted', 26 квітня 1822, Гартфорд, Коннектикут — 28 серпня 1903, Бельмонт, Массачусетс) — американський архітектор, ландшафтний дизайнер і журналіст.

## Біографія
Народився в заможній сім'ї торговця Джона Олмстеда. Освіту здобув в Академії Філіпса в Массачусетсі, де навчався до 1838 року. Через хворобу, що спричинила ослаблення зору, був вимушений скасувати плани продовження навчання в Єльському університеті.

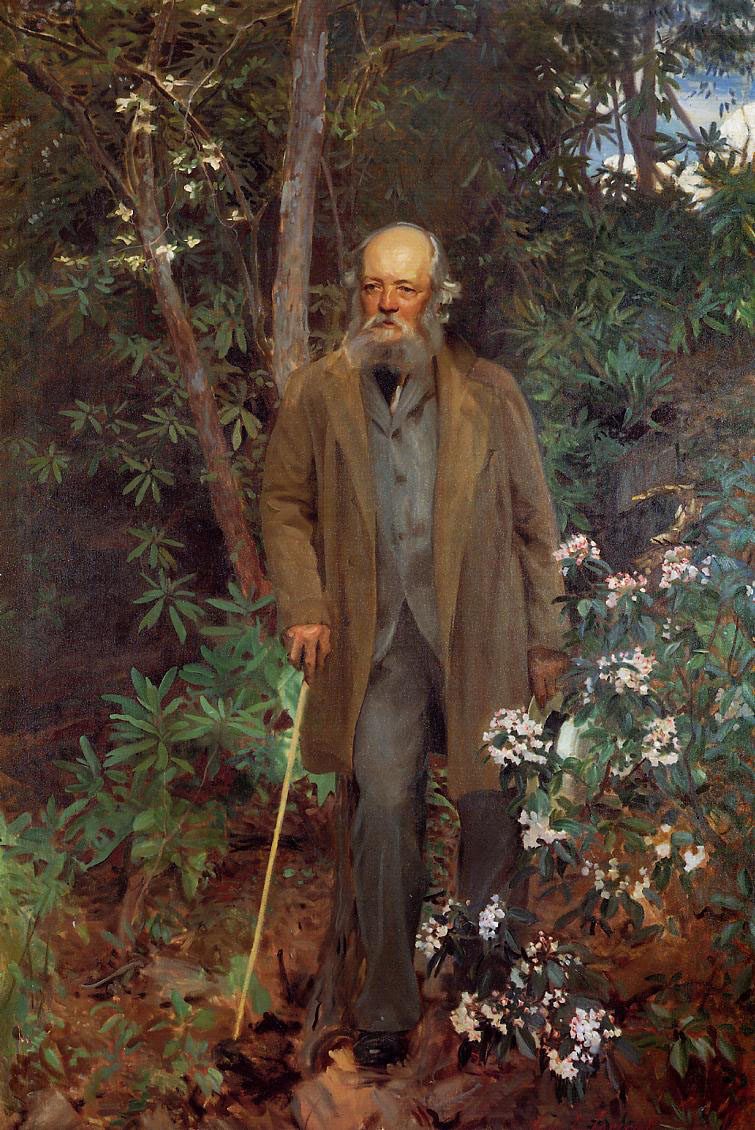
Джон Сінгер Сарджент. Портрет Ф. Л. Олмстеда (1895)

Багато подорожував, в тому числі як моряк, журналіст або комівояжер.
У 1850 році здійснив поїздку до Англії, тут він ознайомився з роботами Джозефа Пакстона, які згодом описав у своєму творі «Прогулянки та бесіди американського фермера в Англії». Ця реклама принесла Олмстеду низку замовлень, в тому числі й від новозаснованої газети New York Times — рушити на американський Південь і скласти докладний аналіз розвитку економіки, заснованої на рабовласництві (у 1852 році). Після повернення до Нью-Йорка Олмстед разом з Калвертом Воксом розробив проект міського Центрального парку, що приніс їм обом гучну славу. Іншим відомим проектом Олмстеда став Проспект-парк на Брукліні, що зробило його одним з провідних ландшафтних дизайнерів США.
Між 1857 і 1895 роками Олмстед зі своїми компаньйонами створив паркові зони та зони відпочинку для 355 шкіл та коледжів Америки.
Олмстед критикував сітчасту систему вулиць з прямокутними блоками в яких зазвичай знаходяться перенаселені ряди будинків. Він був прихильником криволінійності доріг, які зв'язують індивідуальні домоволодіння. Саме в цьому він бачив втілення ідеалу спокійного заміського життя в протилежність впорядкованості міського середовища.